# زاك غاريت
زاك غاريت (بالإنجليزية: Zach Garrett) هو نبال أمريكي، ولد في 8 أبريل 1995 في ويلينغتون في الولايات المتحدة.

## وصلات خارجية
- زاك غاريت على موقع الاتحاد الدولي للرماية بالسهام (الإنجليزية)
- زاك غاريت على موقع اللجنة الأولمبية الدولية (الإنجليزية)
- زاك غاريت على موقع أوليمبيديا (الإنجليزية)